# فرودگاه ایخال
فرودگاه ایخال (به انگلیسی: Aykhal Airport) یک فرودگاه همگانی است . این فرودگاه در کشور روسیه قرار دارد .

## شرکت‌های هواپیمایی و مقصدهای پروازی
| شرکت‌های هواپیمایی | مقصدهای پروازی |
| ----------------- | -------------- |